# Lizhaozhuang
Lizhaozhuang (kinesiska: 李钊庄镇, 李钊庄) är en köping i Kina. Den ligger i provinsen Hebei, i den norra delen av landet, omkring 130 kilometer öster om huvudstaden Peking. Antalet invånare är 21 844. Befolkningen består av 10 684 kvinnor och 11 160 män. Barn under 15 år utgör 15,0 %, vuxna 15-64 år 74 %, och äldre över 65 år 10,0 %.
Genomsnittlig årsnederbörd är 766 millimeter. Den regnigaste månaden är juli, med i genomsnitt 210 mm nederbörd, och den torraste är januari, med 2 mm nederbörd.